# Maxx Crosby
Maxx Robert Crosby (Rochester, 22 agosto 1997) è un giocatore di football americano statunitense che milita nel ruolo di defensive end per i Las Vegas Raiders della National Football League (NFL). Al college ha giocato con l'Università del Michigan Orientale.

## Carriera universitaria
Dopo aver giocato nella Heritage High School a Colleyville in Texas, Crosby dal 2015 ha giocato alla Eastern Michigan University, unico college che si fece avanti per ingaggiarlo, con i Michigan Eagles impegnati nella Mid-American Conference (MAC) della Divisione I della Football Bowl Subdivision (FBS) della NCAA. È stato selezionato tra i migliori giocatori della conference (First Team All-MAC) nelle stagioni 2017 e 2018.
Il 25 giugno 2023 Crosby fu inserito nel Eastern Michigan University Ring of Honor, hall of fame del college.
| Stagione | Stagione         | Stagione   | Stagione   | Stagione | Stagione | Difesa  | Difesa  | Difesa  | Difesa | Difesa | Difesa |
| Anno     | Squadra          | Campionato | Conference | P        | PT       | T. tot. | T. sol. | T. ass. | Sack   | Pdev   | FF     |
| -------- | ---------------- | ---------- | ---------- | -------- | -------- | ------- | ------- | ------- | ------ | ------ | ------ |
| 2015     | Eastern Michigan | FBS Div. I | MAC        | 0        | 0        | 0       | 0       | 0       | 0,0    | 0      | 0      |
| 2016     | Eastern Michigan | FBS Div. I | MAC        | 13       | 0        | 35      | 11      | 24      | 1,5    | 1      | 0      |
| 2017     | Eastern Michigan | FBS Div. I | MAC        | 12       | 12       | 57      | 31      | 26      | 11,0   | 1      | 4      |
| 2018     | Eastern Michigan | FBS Div. I | MAC        | 12       | 12       | 70      | 31      | 39      | 7,5    | 4      | 4      |
| Totale   | Totale           | Totale     | Totale     | 37       | 24       | 162     | 73      | 89      | 20,0   | 6      | 8      |

Fonte: Football Database
In grassetto i record personali in carriera

## Carriera professionistica

### Oakland/Las Vegas Raiders
Crosby fu scelto nel corso del quarto giro (106º assoluto) del Draft NFL 2019 dagli Oakland Raiders.

#### Stagione 2019

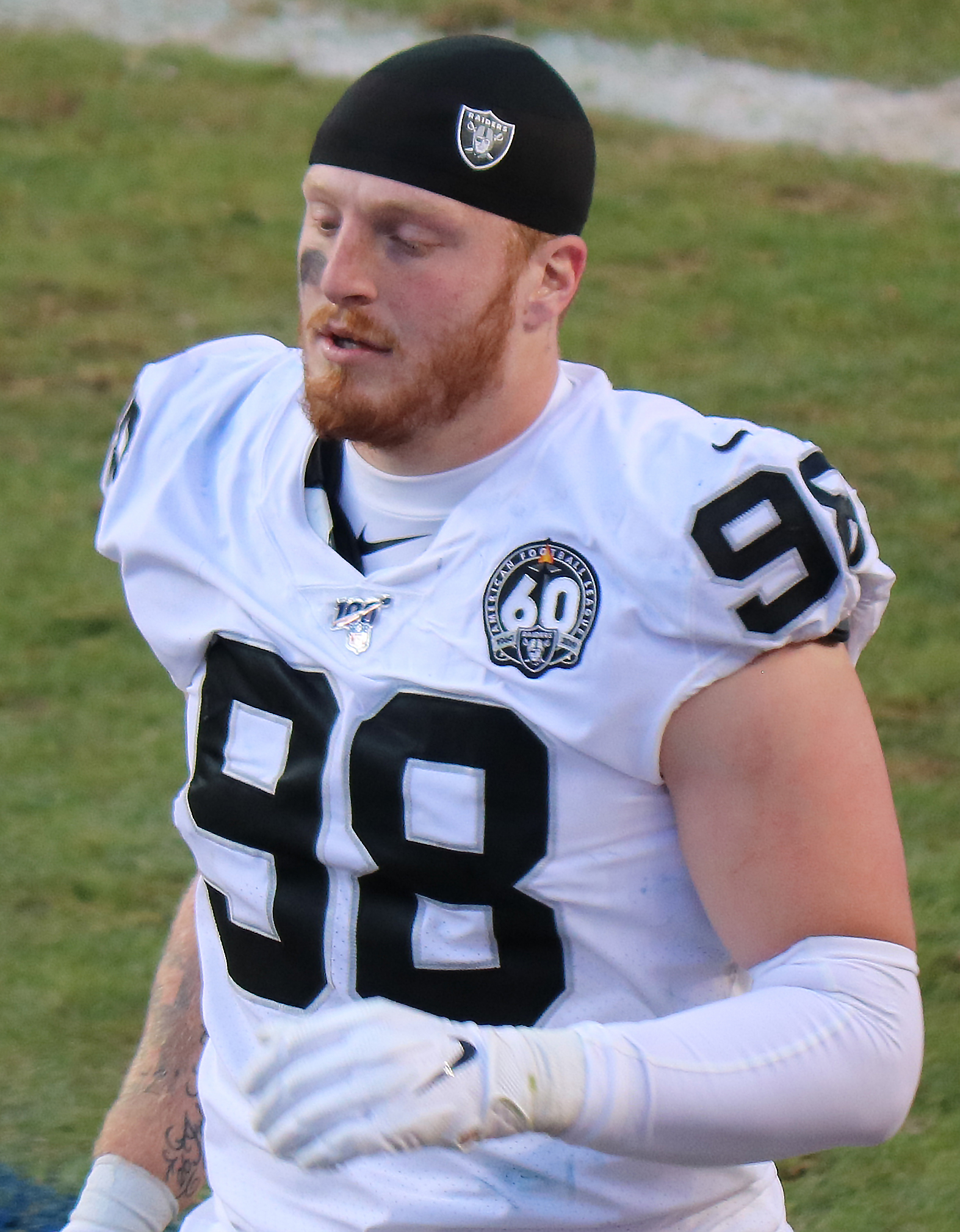
Crosby nel 2019

Crosby debuttò come professionista nella prima settimana contro i Denver Broncos mettendo a segno 6 tackle nella vittoria per 24-16. Nella settimana 5 contro i Chicago Bears fece registrare il primo sack in carriera su Chase Daniel nella vittoria per 24-21. Nell'undicesimo turno ne mise a segno un primato personale di 4 sul quarterback Ryan Finley nella vittoria sui Cincinnati Bengals, venendo premiato come miglior difensore dell'AFC della settimana e come rookie della settimana. Fu il secondo rookie a mettere a segno 4 sack in una partita dal 1988.
La sua prima stagione si chiuse con 47 tackle, 10 sack e 4 fumble forzati disputando tutte le 16 partite, di cui 10 come titolare.

#### Stagione 2020
Il 6 agosto 2020 Crosby fu messo dai Raiders nella lista riserve/COVID-19 e tornó disponibile nove giorni dopo.
Nella partita della settimana 3, la sconfitta 20-36 subita contro i New England Patriots, Crosby mise a segno i suoi primi due sack della stagione su Cam Newton. Alla settimana 5 contro i Kansas City Chiefs, Crosby realizzò un sack sul Super Bowl MVP Patrick Mahomes. Nella gara della settimana 17, la vittoria 32-31 sui Denver Broncos, Crosby realizzò un sack su Drew Lock e bloccò due tentativi di field goal. Per la sua performance Crosby fu nominato giocatore degli special team della AFC della settimana. Terminò la stagione con 7,0 sack, 39 tackle e un passaggio deviato.

#### Stagione 2021

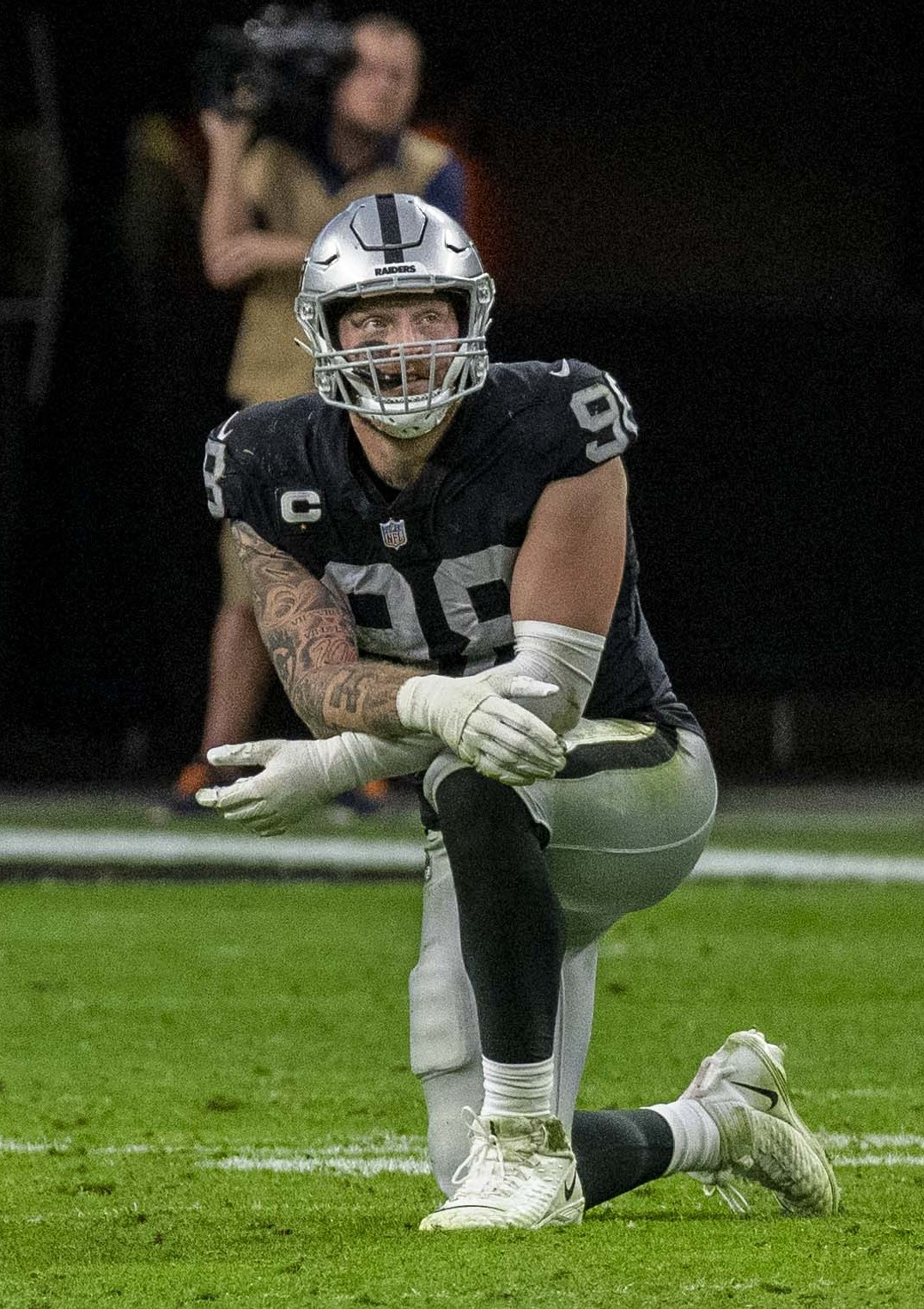
Crosby nel 2021

Crosby iniziò la stagione 2021 con 6 tackle e 2 sack nella vittoria nel Monday Night Football contro i Baltimore Ravens che gli valsero il premio di difensore della AFC della settimana. Vinse lo stesso premio nell'ultimo turno grazie a 6 tackle e 2 sack nella vittoria sui Los Angeles Chargers che valse ai Raiders la qualificazione ai playoff. A fine stagione fu convocato per il suo primo Pro Bowl, di cui fu votato MVP difensivo, e fu inserito nel Second-team All-Pro dopo avere fatto registrare 8 sack.

#### Stagione 2022
L'11 marzo 2022 Crosby firmò un rinnovo contrattuale quadriennale con i Raiders del valore di 98,98 milioni di dollari. Nel quarto turno mise a segno due sack e quattro placcaggi con perdita di yard, contribuendo alla prima vittoria stagionale dei Raiders per 32-23 sui rivali di division dei Denver Broncos. Nel dodicesimo turno contro i Seattle Seahawks mise a segno due sack decisivi su Geno Smith, uno nel finale del quarto periodo e uno nei tempi supplementari, e forzó infine il quarterback a lanciare un incompleto permettendo ai Raiders di riconquistare il possesso della palla e di giocare l'azione decisiva che portò alla vittoria per 40-34. L'8 dicembre 2022 fu annunciato che Crosby era uno degli otto finalisti dell'Art Rooney Sportsmanship Award, premio assegnato dalla lega al giocatore che ha dimostrato maggior sportività, rispetto per gli avversari ed integrità verso la propria squadra. Nella gara dell'ultimo turno, la sconfitta 13-31 contro i Kansas City Chiefs, Crosby realizzò un sack sul quarterback avversario Patrick Mahomes. Concluse la stagione risultando il migliore in squadra per numero di numero di tackle totali (88), sack (12,5) e fumble forzati (3). Inoltre guidò la NFL con 22 placcaggi con perdita di yard. A fine stagione Crosby fu convocato per il suo secondo Pro Bowl consecutivo.

#### Stagione 2023
Nel Monday Night Football del quinto turno contro i Green Bay Packers, Crosby disputò una partita dominante, pressando il quarterback Jordan Love per tutta la sera e chiudendo con quattro dei suoi cinque tackle con perdita di yard, oltre a un sack, con i Raiders che interruppero una striscia di tre sconfitte consecutive. Per questa prestazione fu premiato come miglior difensore della AFC della settimana. Anche nella gara del turno successivo, la vittoria 21-17 sui New England Patriots la prestazione di Crosby fu di rilievo, sia perché collezionò sette tackle che lo portarono ad un totale di 264 tackle in carriera, il maggior numero per un defensive lineman dei Raiders nelle sue prime cinque stagioni, sia perché fu protagonista dell'azione decisiva della gara, il placcaggio in collaborazione col compagno Bilal Nichols del quarterback avversario Mac Jones in end zone a pochi minuti dal termine della partita, azione che valse la safety e i relativi due punti a tabellino e chiuse di fatto le possibilità di una rimonta per New England. Per la terza gara di fila inoltre Crosby giocò tutti gli snap difensivi della sua squadra, al momento unico difensore della lega con tali percentuali di gioco.
Nel nono turno Crosby mise a segno 3,0 sack nella vittoria sui New York Giants, in quel momento il suo secondo miglior risultato in carriera. Il 5 dicembre 2023 fu annunciato che Crosby era il candidato dei Raiders per l'annuale Walter Payton NFL Man of the Year Award. Nella gara del 14º turno, la sconfitta 0-3 contro i Minnesota Vikings, mise a segno 10 tackle e 2,0 sack che gli fecero raggiungere vari record personali, di franchigia e di lega: Crosby raggiunse infatti i 13,5 sack in stagione, sua migliore performance, nonché complessivamente superó i 50,0 sack in carriera, diventando il quinto giocatore dei Raiders a riuscirci nonché il più veloce avendolo fatto in cinque stagioni; divenne inoltre il quarto giocatore della storia a far registrare almeno 300 tackle e 50,0 sack nelle sue prime cinque stagioni. Il 14 dicembre 2023 fu annunciata la nomina per il secondo anno di fila di Crosby tra gli otto finalisti dell'Art Rooney Sportsmanship Award.
Al termine della stagione fu convocato al suo terzo Pro Bowl di fila dopo avere guidato la NFL con 23 placcaggi con perdita di yard, mentre fu sesto con 14,5 sack. Fu inoltre inserito nel The Players' All-Pro Team della NFLPA, l'Associazione dei Giocatori della lega, e per la seconda volta in carriera nel Second-team All-Pro dell'Associated Press. Il 17 gennaio 2024 Crosby si sottopose ad un intervento chirurgico per un problema al ginocchio sinistro, con una procedura di pulizia della borsa, dopo che questo l'aveva afflitto a partire dal secondo turno della stagione appena conclusa.

#### Stagione 2024
Ad agosto 2024 Crosby fu inserito al 10º posto della classifica dei migliori 100 giocatori della lega per la stagione 2024, classifica edita dalla stessa NFL e votata direttamente dai giocatori in attività. Nel secondo turno risultò decisivo nella vittoria 26-23 in rimonta sui Baltimore Ravens, mettendo a segno 6 placcaggi (di cui 4 con perdita di yard, un primato personale pareggiato), un passaggio deviato e 2 sack su Lamar Jackson, venendo premiato come miglior difensore della AFC della settimana. Nella settimana 4 Crosby fu costretto a saltare la partita contro i Cleveland Browns per un infortunio alla caviglia: fu la prima gara a cui non partecipò in sei anni di carriera. Tornò in campo già nella gara successiva, la sconfitta 18-34 contro i Denver Broncos, in cui mise a segno due sack su Bo Nix, diventando così il quarto giocatore della storia della NFL a far registrare almeno un sack in dieci partite consecutive contro lo stesso avversario, appunto i Broncos. Nel tredicesimo turno contro i Kansas City Chiefs Crosby rinverdì il suo confronto con Patrick Mahomes, mettendo in campo una prestazione di rilievo che mise in difficoltà l'attacco avversario a contenerlo, concludendo la gara con un sack, due tackle con perdita di yard e quattro volte arrivò a colpire il quarterback avversario. Il 14 dicembre i Raiders comunicarono che Crosby avrebbe saltato la sua seconda gara stagionale, quella contro gli Atlanta Falcons in programma nel Monday Night Football del quindicesimo turno, per un infortunio ad una caviglia. 
Nella stessa giornata lo stesso Crosby annunció tramite social che gli accertamenti medici a cui si era sottoposto avevano evidenziato l'esigenza di un intervento chirurgico alla caviglia e che quindi avrebbe saltato tutte le restanti gare della stagione. Il 18 dicembre 2024 fu inserito in lista riserve/infortunati. Lo stesso giorno fu annunciata la sua nomina per il terzo anno di fila tra gli otto finalisti dell'Art Rooney Sportsmanship Award.
Al termine della stagione fu convocato al suo quarto Pro Bowl consecutivo, risultando il primo nei Raiders per sack (7,5), tackle con perdita di yard (17) e colpi al quarterback (20), malgrado le cinque gare saltate per infortunio.

#### Stagione 2025
Il 5 marzo 2025 Crosby firmó con i Raiders un rinnovo contrattuale triennale del valore di 106,5 milioni di dollari, inclusi 91,5 milioni garantiti, che lo rese in quel momento il giocatore non nel ruolo di quarterback più pagato della storia della NFL.

## Palmarès
- Convocazioni al Pro Bowl: 4

2021, 2022, 2023, 2024
- MVP del Pro Bowl: 1

2021
- Second-team All-Pro: 2

2021, 2023
- Difensore dell'AFC della settimana: 5

11ª del 2019, 1ª e 18ª del 2021, 5ª del 2023, 2ª del 2024
- Rookie della settimana: 1

11ª del 2019

## Statistiche

### Stagione regolare
| Stagione | Stagione | Stagione | Stagione | Difesa  | Difesa  | Difesa  | Difesa | Difesa | Difesa | Difesa  |
| Anno     | Squadra  | P        | PT       | T. tot. | T. sol. | T. ass. | Sack   | Int.   | P. Dev | Fmb. F. |
| -------- | -------- | -------- | -------- | ------- | ------- | ------- | ------ | ------ | ------ | ------- |
| 2019     | OAK      | 16       | 10       | 47      | 32      | 11      | 10,0   | 0      | 4      | 4       |
| 2020     | LV       | 16       | 16       | 39      | 19      | 19      | 7,0    | 0      | 1      | 0       |
| 2021     | LV       | 17       | 17       | 56      | 26      | 20      | 8,0    | 0      | 7      | 0       |
| 2022     | LV       | 17       | 17       | 89      | 58      | 31      | 12,5   | 0      | 4      | 3       |
| 2023     | LV       | 17       | 17       | 90      | 55      | 35      | 14,5   | 0      | 2      | 2       |
| 2024     | LV       | 12       | 12       | 45      | 28      | 17      | 7,5    | 0      | 5      | 0       |
| Totale   | Totale   | 95       | 89       | 366     | 233     | 133     | 59,5   | 0      | 23     | 9       |

### Playoff
| Stagione | Stagione | Stagione | Stagione | Difesa  | Difesa  | Difesa  | Difesa | Difesa | Difesa  |
| Anno     | Squadra  | P        | PT       | T. tot. | T. sol. | T. ass. | Sack   | P. Dev | Fmb. F. |
| -------- | -------- | -------- | -------- | ------- | ------- | ------- | ------ | ------ | ------- |
| 2021     | LV       | 1        | 1        | 6       | 3       | 3       | 1,0    | 0      | 0       |
| Totale   | Totale   | 1        | 1        | 6       | 3       | 3       | 1,0    | 0      | 0       |

Fonte: Football Database
In grassetto i record personali in carriera

## Vita personale
A marzo 2020, prima dell'avvio della preparazione della sua seconda stagione nella NFL, Crosby passò un mese in un centro di riabilitazione per alcolismo, problema con cui conviveva fin dall'adolescenza e che gli provocò guai ai tempi del college quando causò un incidente stradale e fu arrestato per guida in stato di ebbrezza, con la conseguente sospensione per varie partite da parte degli Eastern Michigan Eagles. L'esperienza di Crosby con l'alcolismo e la sua lotta per uscirne fu al centro di una video intervista di ESPN pubblicata ad ottobre 2022.
Dal 2017 Crosby è stato fidanzato con Rachel Washburn, conosciuta al college e con la quale condivide la passione per lo sport. A ottobre 2022 la coppia ha avuto la prima figlia, Ella Rose. Il 4 marzo 2023 Crosby e la Washburn si sono sposati in Nevada.
Crosby raccontò che la seconda X nel suo nome fu aggiunta dalla madre, che aveva deciso di chiamarlo Max, per il suo elevato peso alla nascita di 4,3 chilogrammi (11 libbre e 9 once) che costrinse i medici a rompegli una clavicola per farlo nascere. Crosby è di origine serba/albanese da parte di madre.
Crosby è un fan della MMA e segue in particolare gli eventi della UFC nonché pratica per allenamento la boxe e nell'aprile 2023 ha fatto tre round di sparring con il campione dei pesi medi della UFC Sean Strickland, evento ripreso dalla NFL Films.
Nel 2023 Crosby si fece fare un tatuaggio sull'intero petto e addome in cui sono raffigurati i campioni sportivi Muhammad Ali, Kobe Bryant e Michael Jordan con al centro la scritta "Be Legendary" (Sii Leggendario) ed in alto l'immagine della figlia.
Ad aprile 2025 Crosby assunse il ruolo di assistente general manager della squadra di football della sua alma mater, l'Eastern Michigan University.